# إميل درلين زينسو
إميل درلين زينسو (بالفرنسية: Émile Derlin Henri Zinsou)‏ (و. 1918 – م - 28 يوليو 2016) هو دبلوماسي، وسياسي، وطبيب من بنين .

## روابط خارجية
- إميل درلين زينسو على موقع الموسوعة البريطانية (الإنجليزية)
- إميل درلين زينسو على موقع مونزينجر (الألمانية)